# The Red (canción)
«The Red» es una canción de la banda estadounidense de metal alternativo Chevelle. Fue lanzado el 22 de julio de 2002 como el primer sencillo de su segundo álbum de estudio Wonder What's Next (2002).
La canción trata sobre cómo lidiar con la frustración y la ira. Su video musical muestra un seminario de manejo de la ira donde el vocalista Pete Loeffler sube a un podio y canta la letra de la canción. Luego, el video muestra a Chevelle interpretando el estribillo bajo una luz roja. Los agitados participantes del seminario, que incluyen a los miembros de la banda Sam y Joe, comienzan a lanzar sillas plegables. Al final de la canción, se revela que la pelea resultó ser solo una ensoñación.

## Lista de canciones
| N.º | Título               | Duración |  |
| 1.  | «The Red»            | 3:58     |  |
| 2.  | «Wonder What's Next» | 4:10     |  |

## Posicionamiento en lista
| Lista (2002–03)                      | Posición |
| ------------------------------------ | -------- |
| Estados Unidos (Billboard Hot 100)   | 56       |
| Estados Unidos (Alternative Airplay) | 4        |
| Estados Unidos (Mainstream Rock)     | 3        |

## En otros medios
- El exjugador de Major League Baseball Geoff Blum usó "The Red" como su canción de introducción cuando fue a batear.[4][5]
- La canción se escuchó durante el montaje de nominación a Mejor Película por The Ring en los MTV Movie Awards de 2003.
- En 2021, la canción se usó en la ceremonia del Salón de la Fama de la WWE de 2021 para un paquete de video que conmemora la carrera del cartel de la clase Kane.[6]